# Provincia di Antonio Vaca Díez
La provincia di Vaca Díez è una provincia della Bolivia situata nel dipartimento di Beni. Il capoluogo è la città di Riberalta. Il nome è in onore a Antonio Vaca Díez.

## Geografia antropica

### Suddivisioni amministrative
La provincia è suddivisa in due comuni:
- Riberalta, capoluogo
- Guayaramerín